# بحر سليمان

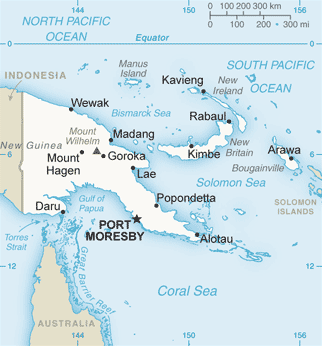
بحر سليمان

بحر سليمان هو أحد بحار المحيط الهادي. ويقع بين بابوا غينيا الجديدة وجزر سليمان. نشبت كثير من المعارك الكبيرة هنا أثناء الحرب العالمية الثانية.

## وصلات خارجية
- خريطة لبحر سليمان